# La Punition (film, 1973)
Pour les articles homonymes, voir La Punition.
Pour plus de détails, voir Fiche technique et Distribution.
La Punition est un film franco-italien de Pierre-Alain Jolivet, réalisé en 1972 et sorti en 1973.

## Synopsis
Une call-girl de luxe est punie par le patron du bordel car elle n'a pas voulu se soumettre aux exigences d'un client. Elle doit obéir au moindre désir sadique de ses clients.

## Censure
Le comité de censure de l'époque a retenu le film près de trois mois en raison de l'affiche du film qui représentait l'héroïne de l'histoire nue, crucifiée.
Selon Pierre-Alain Jolivet lui-même, la censure se serait surtout émue d'une scène pendant laquelle on voit un plat de couscous se renverser sur le drapeau français, rappelant les "événements" d'Algérie.

## Fiche technique
- Titre : La Punition
- Réalisation : Pierre-Alain Jolivet
- Scénario : Pierre-Alain Jolivet et Richard Bohringer, d'après le récit de Xavière
- Musique : Booklie Binkley
- Photographie : Bernard Daillencourt
- Assistant réalisateur : Patrick Jamain
- Année : 1972
- Genre : drame
- Durée : 95 minutes
- Format :
- Pays de production :  France
- Date de sortie : le 28 juin 1973

## Distribution
- Karin Schubert : Britt
- Georges Géret : Manuel
- Amidou : Raymond
- Claudie Lange : Françoise
- Marcel Dalio : Le Libanais (sous le nom de "Dalio")
- Anne Jolivet : Gloria
- François Leccia : Le prêtre
- Jean Lescot : L'ingénieur
- François Maistre : Le promoteur
- Jean-Pierre Maurin : Germain
- René Camoin
- Jacques Destoop : L'homme de loi
- Albert Augier : L'aubergiste
- Jackie Rex
- Raphaële Devins
- Jean-Louis Durher
- Booklie Binkley : Le tueur
- Anne-Marie Coffinet : La journaliste
- Henri Déus : Antoni
- Marc Dolnitz : L'homme au perroquet